# 秋山定輔

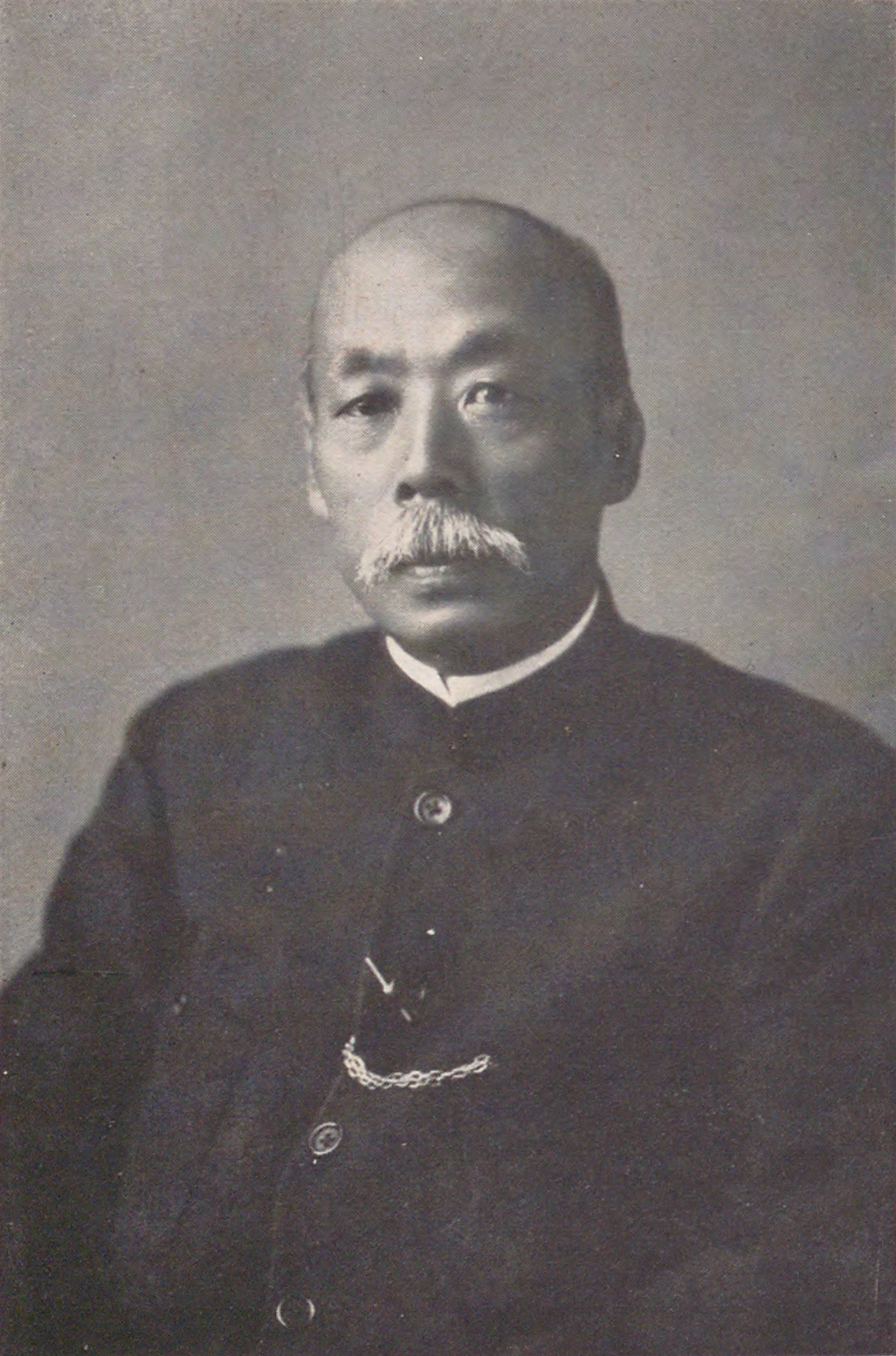
秋山定輔

秋山 定輔（あきやま ていすけ、慶応4年7月7日（1868年8月24日） - 昭和25年（1950年）1月19日）は、岡山県出身の政治家、実業家。衆議院議員。『二六新報』社長。

## 人物
備前国窪屋郡、のちの岡山県都窪郡倉敷町（現倉敷市）で生まれる。父の秋山儀四郎は倉敷の出身で、堂島の米相場で成功したのち道頓堀の角座・浪花座を買収した大阪興行界の大物であったが、東宝の小林一三によると若い芸妓の尻を追っかけまわす人だった。東京帝国大学卒業後、会計検査院に勤務。1893年に大石正巳・稲垣満次郎を顧問に『二六新報』を社長として創刊。資金難のため1895年休刊。1900年再刊し、三井財閥攻撃、娼妓自由廃業などの醜聞暴露キャンペーンによって民衆の人気を博す。同様に有名人のスキャンダルを売り物とする『萬朝報』紙と売り上げを二分した。1901年、日本最初の労働者集会といわれる労働者大懇親会を東京向島で主催。
1902年に衆議院議員に当選するが、露探事件でロシアのスパイ疑惑が浮上する。懲罰委員会では証拠はなかったがロシアのスパイである嫌疑がぬぐえないと報告。1904年3月28日に衆議院本会議で議員辞職を勧める処決決議（議員辞職勧告決議）が可決。翌29日に衆議院議員を辞職した。
議員の職を追われた後は政界の黒幕として明治から昭和にかけて活動し、大隈内閣の成立工作とその倒閣運動や松島遊郭疑獄への関与の疑い、さらには孫文や蔣介石などの中国大陸の要人との接触が取りざたされた。1937年、歌人柳原白蓮の夫である宮崎龍介が中国を訪問しようとして憲兵隊に逮捕された際には、関連を疑われて数日間拘留されている。また近衛文麿による新体制運動の構築にも協力していた 。一方で1915年・1917年の総選挙や1928年の東京市長選へ立候補し政界への復帰を目指したが、いずれも落選している。
1950年1月19日午前4時4分、熱海の別荘にて老衰の為死去した。享年81歳  。

## 著作
- 『秋山定輔は語る』（村松梢風との共著、講談社、1938年）

## 関連書籍
- 井川充雄・南部哲郎・張宝芸 企画構成、日本新聞博物館編『言葉の戦士 涙香と定輔―明治新聞人の気概を知りたい』日本新聞博物館、2007年。